# Carles Gumersind Vidiella i Esteba
Carles Gumersind Vidiella i Esteba (Arenys de Mar, el Maresme, 12 de maig de 1856 - Barcelona, 4 d'octubre de 1915), representa juntament amb Enric Granados, Joaquim Malats i Ricard Viñes el cim del pianisme català al canvi del segle xix al xx.

## Biografia
Quan tenia quatre anys, la seva família es traslladà a Barcelona, on aviat començà estudis de música, per als quals donà mostres de gran aptitud. La seva vocació era tan gran que el seu pare es va veure obligat a cedir, després d'haver intentat de totes les maneres, tòrcer aquella vocació. Llavors va estudiar amb Joan Baptista Pujol.
El 1878, el jove Vidiella rebé una pensió que li permeté traslladar-se a París, i estudiar amb mestres de renom com Anton-François Marmontel. Als 22 anys va tocar el piano a l'Exposició Universal de París, on rebé grans elogis i molts premis. D'altra banda, contribuí en actes de beneficència a Barcelona, com ara l'inici els concerts a favor de les víctimes d'inundacions i de terratrèmols. En diverses ocasions, fou president de la Societat de Concerts de Barcelona i d'altres societats musicals. En una d'aquestes societats presentà al Saló Bernareggi la gran pianista argentina Maria Luisa Guerra. A més de dominar l'art de piano, va compondre diverses obres musicals. Anys més tard (principis del segle XX) tornaria a fer classes esporàdicament, tenint entre altres alumnes en Joaquim Nin, Robert Goberna, Enric Montoriol i Tarrés, Lluís Bonaterra i Gras, Ferran Ardèvol Miralles.
Vidiella, com Lluís Millet i Pagès, encarnà l'època platònica del catalanisme, l'època del renaixement literari i artístic. Home d'una sensibilitat delicada, interpretava els autors amb una fidelitat tan extraordinària (no exempta d'íntima emoció), que fins i tot va entusiasmar Arthur Rubinstein.

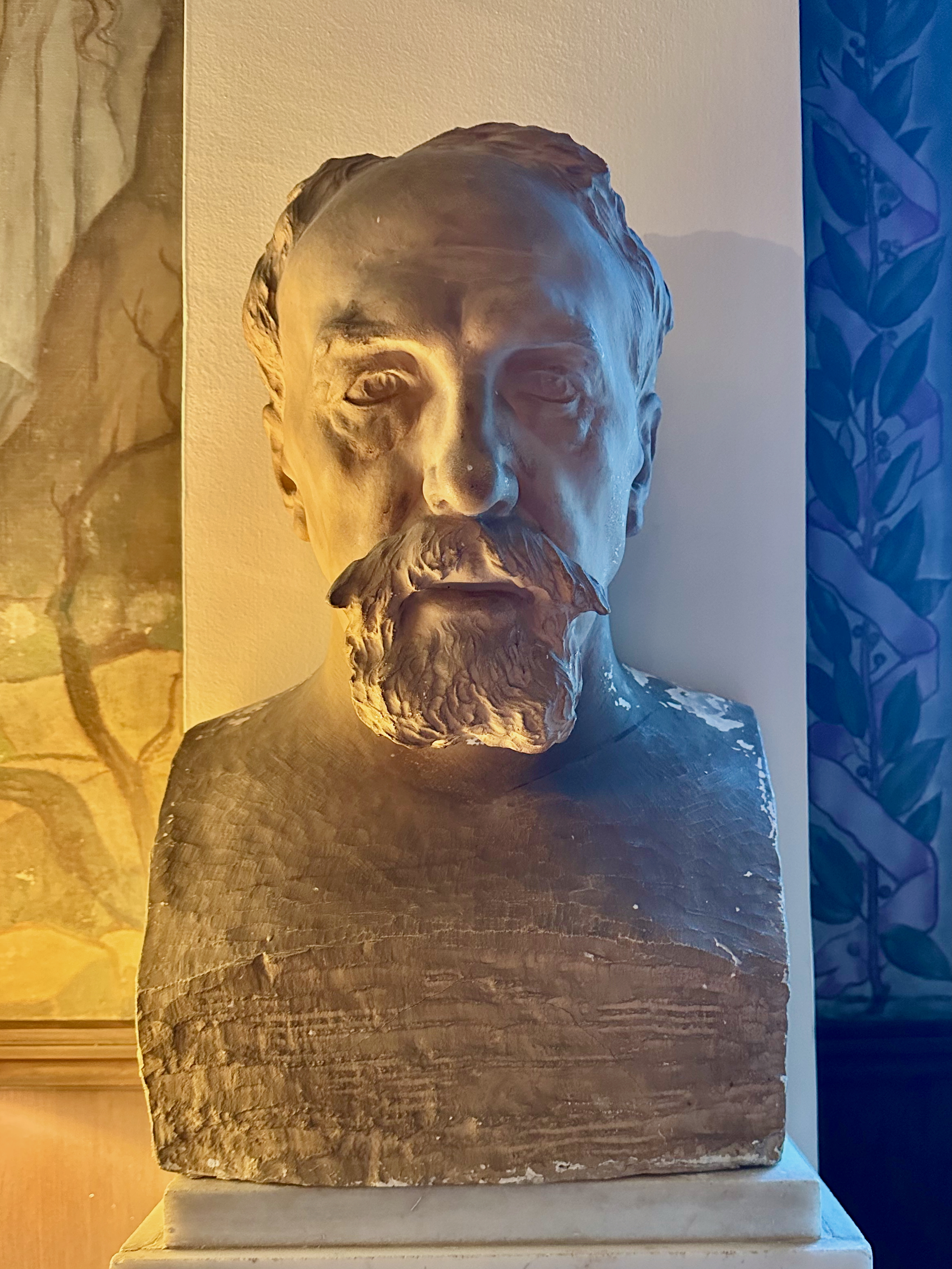
Reproducció del bust fet per Josep Llimona de Carles Gumersind Vidiella a la Casa Bartomeu

Després d'una infinitat de concerts molt aplaudits, actuà al Gran Teatre del Liceu. Les seves magistrals interpretacions inspiraren poetes com ara Josep Ixart, Francesc Matheu o Joan Maragall.
Convidat per l'Ateneu Arenyenc, el 1885 actuà al Teatre Principal d'Arenys de Mar, a favor dels damnificats pel còlera. De tant en tant, anava a Arenys de Mar, passejava pels carrers, s'aturava davant l'edifici que havia estat casa seva i tornava a Barcelona. També passà un parell d'anys a Valldemossa.
El 1908 donà a conèixer la seva primera composició, al Palau de la Música Catalana, i el febrer del 1914 feu la darrera actuació, al Teatre Romea.
Morí de sobte el 1915, a Barcelona i, dos anys després s'inaugurava al Palau de la Música Catalana un bust de marbre (de Josep Llimona) en memòria del gran pianista. Damunt el bust hi ha l'escut d'Arenys. D'altra banda, a Barcelona, la façana de la casa on visqué (Carrer de Pau Claris, 114) hi ha una placa commemorativa. A Arenys de Mar, un carrer i l'Escola Municipal de Música porten el seu nom.

## Fons personal

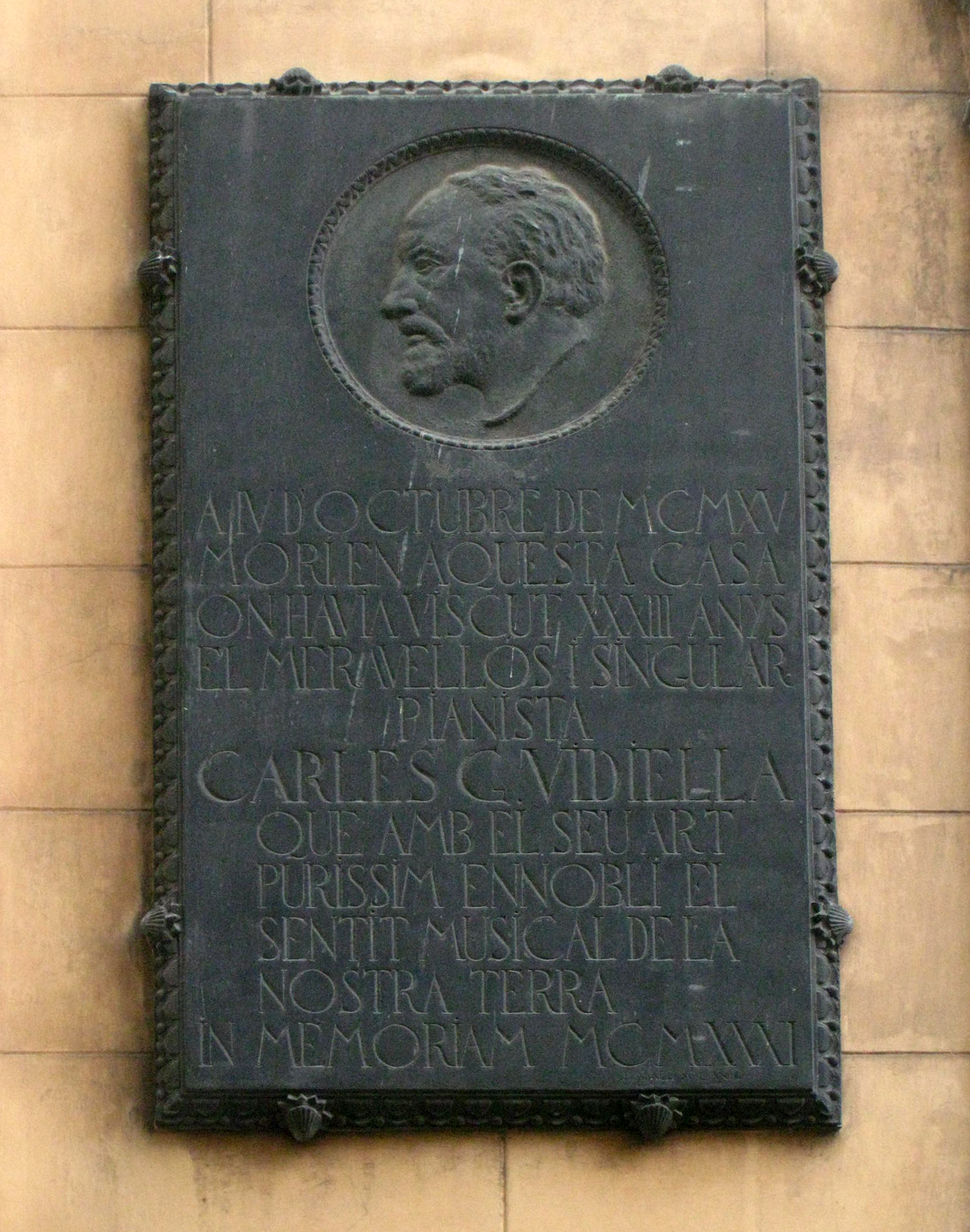
Placa dedicada a Carles Vidiella a la casa on va residir durant 33 anys, al carrer de Pau Claris de Barcelona

El Centre de Documentació de l'Orfeó Català conté el fons Carles Gumersind Vidiella, el qual el conforma documentació personal del músic i reflecteix la seva activitat musical com a concertista, pedagog i com a president de la Societat de Concerts de Barcelona. El volum documental més important el configuren la correspondència, els retalls de premsa i la col·lecció de partitures. Entre els autors de la correspondència trobem importants personalitats vinculades a la cultura catalana com: Joaquim Cabot, Àngel Guimerà, Felip Pedrell, Joaquim Malats, Joan Maragall i Enric Granados, entre d'altres. És també destacable la correspondència que mantingué amb els seus alumnes, normalment en format de targeta postal. La premsa compila les crítiques musicals d'ell mateix i dels seus deixebles, publicades des del 1879 fins als homenatges en commemoració de Vidiella que se celebraren anys després de la seva mort. També trobem 10 partitures manuscrites i 35 d'impreses dedicades pels seus compositors a Vidiella; en aquest sentit en destaquen dues partitures manuscrites per Enric Morera. També conté una part d'hemeroteca amb revistes de caràcter cultural amb articles relacionats amb el panorama musical contemporani. Cal destacar també les cinquanta-dues fotografies amb dedicatòries dels seus alumnes. En menor mesura trobem altra documentació com programes de concert, acreditacions, dibuixos, invitacions, etc.